# Boloria medioitalica
Boloria medioitalica är en fjärilsart som beskrevs av Turati 1912. Boloria medioitalica ingår i släktet Boloria och familjen praktfjärilar. Inga underarter finns listade i Catalogue of Life.